# Halottnak a csók
A Halottnak a csók (eredeti cím: Pushing Daisies) egy amerikai tévésorozat egy fiúról, akinek különleges képessége, hogy fel tudja éleszteni a halottakat. Készítője Bryan Fuller (Haláli hullák, Wonderfalls), aki gyártásvezetőként is részt vett a munkákban Bruce Cohen, Dan Jinks, Broke Kennedy (2-7. rész), Peter Ocko (8-9. rész) és Barry Sonnenfield mellett. A sorozatot 2007. október 3-án kezdte sugározni az amerikai ABC (American Broadcasting Company) tévécsatorna. Magyarországon 2008. szeptember 8-tól volt látható a Viasat3 műsorán.

## Szereplők

### Főszereplők
| Színész           | Szerep                    | Magyar hang             | Leírás                  |
| ----------------- | ------------------------- | ----------------------- | ----------------------- |
| Lee Pace          | Ned                       | Crespo Rodrigo          | a Pie Hole tulajdonosa  |
| Field Cate        | Ifjú Ned                  | Crespo Rodrigo          | a Pie Hole tulajdonosa  |
| Anna Friel        | Charlotte „Chuck” Charles | Németh Kriszta          | Ned gyerekkori szerelme |
| Sammi Hanratty    | Ifjú Chuck                | Németh Kriszta          | Ned gyerekkori szerelme |
| Chi McBride       | Emerson Cod               | Kerekes József          | Ned üzlettársa          |
| Jim Dale          | Mesélő                    | Barbinek Péter          |                         |
| Ellen Greene      | Vivian Charles            | Spilák Klára            | Lily testvére           |
| Swoosie Kurtz     | Lily Charles              | Rátonyi Hajni           | Chuck édesanyja         |
| Kristin Chenoweth | Olive Snook               | Madarász Éva (1. évad)  | pincérnő a Pie Hole-ban |
| Kristin Chenoweth | Olive Snook               | Hámori Eszter (2. évad) | pincérnő a Pie Hole-ban |
| Orbit             | Digby                     |                         | Ned hűséges kutyája     |
| Orion             | Digby                     |                         | Ned hűséges kutyája     |

### Mellékszereplők
| Színész       | Szerep            | Leírás |
| ------------- | ----------------- | --- |
| Sy Richardson | Halottkém         | aki a hullaházban dolgozik, és egy kis kenőpénz ellenében szemet huny Emerson és Ned hullaházi látogatásai felett      |
| Raul Esparza  | Alfredo Aldarisio | az utazó árus, aki homeopátiás hangulatjavítókkal kereskedik                                                           |
| Paul Reubens  | Oscar Vibenius    | aki a Víz- és Csatornázási Műveknél dolgozik, és kivételesen jó szaglása miatt gyanakszik, hogy Chuck és Digby „mások” |
| Molly Shannon | Dilly Balsam      | a Pie Hole-lal szemközti édességbolt társtulajdonosa                                                                   |

### Egyéb szereplők
Ned és Chuck visszaemlékezéseiben visszatérő szereplő még Ned anyja (Tina Gloss), Ned apja (Jon Eric Price) és Chuck apja, Charles Charles (Josh Randall) is.

## Cselekmény
|  | Alább a cselekmény részletei következnek! |

A sorozat főszereplője Ned, a pitekészítő, aki azzal a képességgel van megáldva, hogy egyetlen érintéssel fel tudja éleszteni a halottakat. Azonban hősünk dolga nem ennyire egyszerű. Első érintés: élet. Második érintés: halál, örökre. És ha egy holtat egy percnél tovább hagy életben, valaki másnak kell meghalnia helyette. Ned saját kárán jött rá képességének fekete oldalára, és eltökélte, nem hoz vissza többet senkit a halálból, ezért a pitekészítésben való tehetségét kihasználva megnyitotta a Pie Hole-t. Olive Snook, Ned szomszédja pincérnő a pitézdében, és szerelmes Nedbe. Egy furcsa balesetnek köszönhetően Emerson Cod, a magánnyomozó fényt derít Ned titkára, és felajánlja neki, legyenek partnerek ("A gyilkosságokat sokkal könnyebb megoldani, ha megkérdezheted az áldozattól, ki volt a tettes"). Emerson egy kivételesen magas vérdíjra figyel fel, és amikor Neddel utánajárnak, kiderül, hogy Ned gyerekkori szerelmének, Chucknak a gyilkosát kell megtalálniuk. Ned feléleszti Chuckot, ő azonban nem tudja, ki ölte meg. Ned, nem törődve a következményekkel, életben hagyja a lányt. Chuck végül segít Nednek és Emersonnak megtalálni saját gyilkosát. Mivel nem mehet vissza rokonaihoz, Chuck odaköltözik Nedhez. Csakhogy soha nem érinthetik meg egymást újra, különben a lány meghal.
Az egyes epizódok során Ned, Chuck, Emerson (és később Olive is) együtt különféle gyilkosságokat oldanak meg. Minden rész egy emlékkel kezdődik Ned gyerekkorából, aminek fontos szerepe lesz az adott részben. A rendszerint a múlthoz kapcsolódó átívelő szálak szintén szerves részét képezik egy-egy epizód cselekményének.
|  | Itt a vége a cselekmény részletezésének! |

## Így készült

### Az első évad
Az ABC eredetileg 13 részt rendelt be a sorozatból, majd 2007 októberének a végén megtoldotta még 9 résszel, azaz berendelte a teljes 22 részes évadot. Azonban csak 9 szkript készült el a 2007-es WGA-sztrájk előtt. Bryan Fuller az utolsó pillanatban változtatott a 9. rész forgatókönyvén, hogy amennyiben a sztrájk elhúzódik, egy rövid, ám lezárt első évadot tudhassanak le.

### A második évad
Bryan Fuller úgy nyilatkozott, nem térnek vissza 4-5 rész erejéig az első évaddal, inkább teljes erőbedobással készülnek majd a második évadra, amely ősszel kerül a képernyőre, 22 epizóddal. A második évad 2008. október 1-jén indult az ABC csatornán. Leforgatták mind a 22 részt, de a csatorna nem vette meg az összeset, csak az első 13 részt, a maradék 9 részt azóta sem vetítették le. Bryan Fuller visszatért a Hősök című sorozat stábjához, és úgy nyilatkozott, hogyha nem sikerül levetíteni az egész évadot, képregény formában kiadja a maradék 8 részt a szálak elvarrása érdekében.

## Látványvilág
A gyönyörű látványvilág Michael Wylie látványtervező munkája. A TV Guide-nak adott interjújában úgy nyilatkozott, hogy igyekezett minél "mesésebb" világot ábrázolni, ezért megerősítette a színeket, különösen a pirosat és a narancsot. A kritikusok szerint "a látványt valahová az Amelie és egy Tim Burton-film közé lehet tenni". A díszletek és a jelmezek is jellegzetesek. Jellemző a sok virágminta: a bútorok huzatán, a függönyökön, a ruhákon egyaránt megjelennek a virágok. Az idő a sorozat egyik alapköve, ezért az azt szimbolizáló körmotívum állandóan feltűnik: a Pie Hole teljes berendezése, a lámpák, ablakok, székek (maga a pite is kör alakú), Lily és Vivian házán az ablakok, és a kerítés díszítése. 
A sorozatban látható autók újnak tűnnek, pedig legtöbbjük régi modell. Emerson egy 1960-as évjáratú Lincoln Continental-t vezet és Nednek is egy régi típusú, felújított autója van, egy négyajtós Mercedes-Benz.

## Zene
Eredetileg Blake Neely-t kérték fel a sorozat zenéinek megkomponálására. Bár ő – időhiány miatt – csak az eredeti (nem sugárzott) pilothoz készítette el a zenei betéteket, ajánlott a továbbiakra maga helyett egy szintén elismert zeneszerzőt, Jim Dooley-t. A végleges pilot rész első hat percében meghagyták Neely munkáját, a többi dallam azonban már Dooley feldolgozásában hallható.
Dooley maga nyilatkozta a zenéről, hogy igyekezett az Amélie-ben felcsendülő dallamokhoz hasonlót alkotni (a pilot epizódban például egy az egyben hallhatjuk az Amélie-ből a Guilty című számot.) A sorozatnak szerves részét képezi a zene, az első kilenc részben két szereplő is dalra fakad: a második részben Kristin Chenoweth énekli a Grease-ből a jól ismert Hopelessly Devoted To You-t, az ötödik részben szintén Chenoweth énekel, ezúttal duettet Ellen Greene-vel (Birdhouse in Your Soul), a hetedik részben pedig Greene énekli szólóban a Morning Has Broken című számot. Mindhárom dalt Jim Dooley dolgozta át.
A zenékbe bele lehet hallgatni a zeneszerzők hivatalos honlapjain.

## Vetítés
Magyarország
A sorozat első évadát itthon a Viasat3 sugározza 2008. szeptember 8-ától, „Halottnak a csók” címmel.
Egyesült Államok
Amerikában az ABC csatorna vetíti a sorozatot. Az első évad (9 rész) a 2007/2008- as évadban, október 2-ától, a második (22 rész) 2008/2009- es évadban, október 1-jétől kerül a képernyőre.

## DVD-megjelenés
A 9 részes első évad Amerikában 2008. szeptember 16-án kerül a boltokba. A sorozat Soundtrack albumának megjelenése is 2008 őszére várható.

## Érdekességek
- Az eredeti pilot rész nem egyezik meg teljesen a 2007. október 3-án debütáló pilot résszel. Szereplőváltás nem történt, viszont kicserélték azokat a képkockákat, amiken a Pie Hole kívülről látható, ugyanis az eredeti részhez képest a későbbiekben a pitézde a sarkon áll. Ezenkívül néhány jelenetnél megváltoztatták a zenét is.
- A sorozat hivatalos honlapján található egy képregény, amely az epizódokon kívül soha nem látott jeleneteket is tartalmaz.[11]
- Alfredo Aldarisio szerepére először Paul Reubens-t választották, aki végül Oscar Vibenius szerepét kapta meg.[12]
- Dilly Balsam (Molly Shannon), Ned nagy ellenfele eredetileg 3 epizódban szerepelt volna, azonban a WGA-sztrájk miatt át kellett írni a forgatókönyvet. A sztrájk időtartamától függően még számíthatunk a visszatérésére.
- A szereplők közül egyedül pont a főszereplő, Ned teljes nevét nem tudjuk
- Az első évad 6. részének néhány jelenete a már befejeződött Szívek szállodája című sorozat díszletei között játszódik.
- Magyarországon a sorozatot eredetileg Utolsó érintésig címmel tűzte volna műsorára a Viasat3, de a munkacímet több kritika érte, ezért a csatorna úgy döntött, hogy a cselekményhez közelebb álló, és némi humort sem nélkülöző címet választ, így a sorozat Halottnak a csók címmel került képernyőre. [forrás?]

## Díjak és jelölések

### 2007
- Family TV Awards – Legjobb újonc sorozat
- Satellite Awards – Legjobb televíziós sorozat (musical vagy vígjáték kategória)
- Jelölés: Satellite Awards – Legjobb színész televíziós sorozatban (musical vagy vígjáték kategória) – Lee Pace
- Jelölés: Satellite Awards – Legjobb színésznő televíziós sorozatban (musical vagy vígjáték kategória) – Anna Friel

### 2008
- Jelölés: Emmy díj – Legjobb női mellékszereplő (vígjáték kategória) – Kristin Chenoweth
- Jelölés: Emmy díj – Legjobb férfi főszereplő (vígjáték kategória) – Lee Pace
- Jelölés: People's Choice Awards – Legjobb újonc vígjáték
- Jelölés: Golden Globe-díj – Legjobb televíziós sorozat (musical vagy vígjáték)
- Jelölés: Golden Globe-díj – Legjobb színész televíziós sorozatban (musical vagy vígjáték kategória) – Lee Pace
- Jelölés: Golden Globe-díj – Legjobb színésznő televíziós sorozatban (musical vagy vígjáték kategória) – Anna Friel
- Jelölés: WGA Awards – Legjobb újonc sorozat
- Jelölés: WGA Awards – Legjobb epizód – Bryan Fuller: Pie-lette

## Külső hivatkozások
- Hivatalos oldal
- Halottnak a csók a PORT.hu-n (magyarul)
- Halottnak a csók az Internet Movie Database-ben (angolul)
- Halottnak a csók a Rotten Tomatoeson (angolul)
- Halottnak a csók a Box Office Mojón (angolul)
- Halottnak a csók a PORT.hu-n (magyarul)
- Leírás és előzetes az Origo.hu-n
- Pushing Daisies a csatorna hivatalos honlapján
- Halottnak a csók A Viasat 3 honlapján
- Michael Ausiello kritikája
- A The Word kritikája
- Az Entertainment Weekly kritikája Archiválva 2008. január 10-i dátummal a Wayback Machine-ben
- A The Early World leírása
- Kritika és részletes leírás a Sorozatjunkie-ról
- Pushing Daisies – TV
- Wikia
- The Piemaker angol nyelvű rajongói honlap
- 65. Golden Globe díjátadó
- The Wall Street Journal a WGA-sztrájkról
- Véget ért a WGA-írósztrájk az [origo] cikke
- Kulisszatitkok és spoilerek a második évadra Ausiello-tól